# Volkswagen Taos
Volkswagen Taos — компактний кросовер-позашляховик, вироблений німецьким виробником автомобілів Volkswagen. Вперше він був випущений у жовтні 2018 року під назвою Volkswagen Tharu у Китаї, тоді як рестайлінгова версія Tharu з’явилася як Taos у жовтні 2020 року для ринків Північної Америки та Південної Америки. Транспортний засіб розміщений над T-Cross і нижче Tiguan (довга колісна база).

## Опис

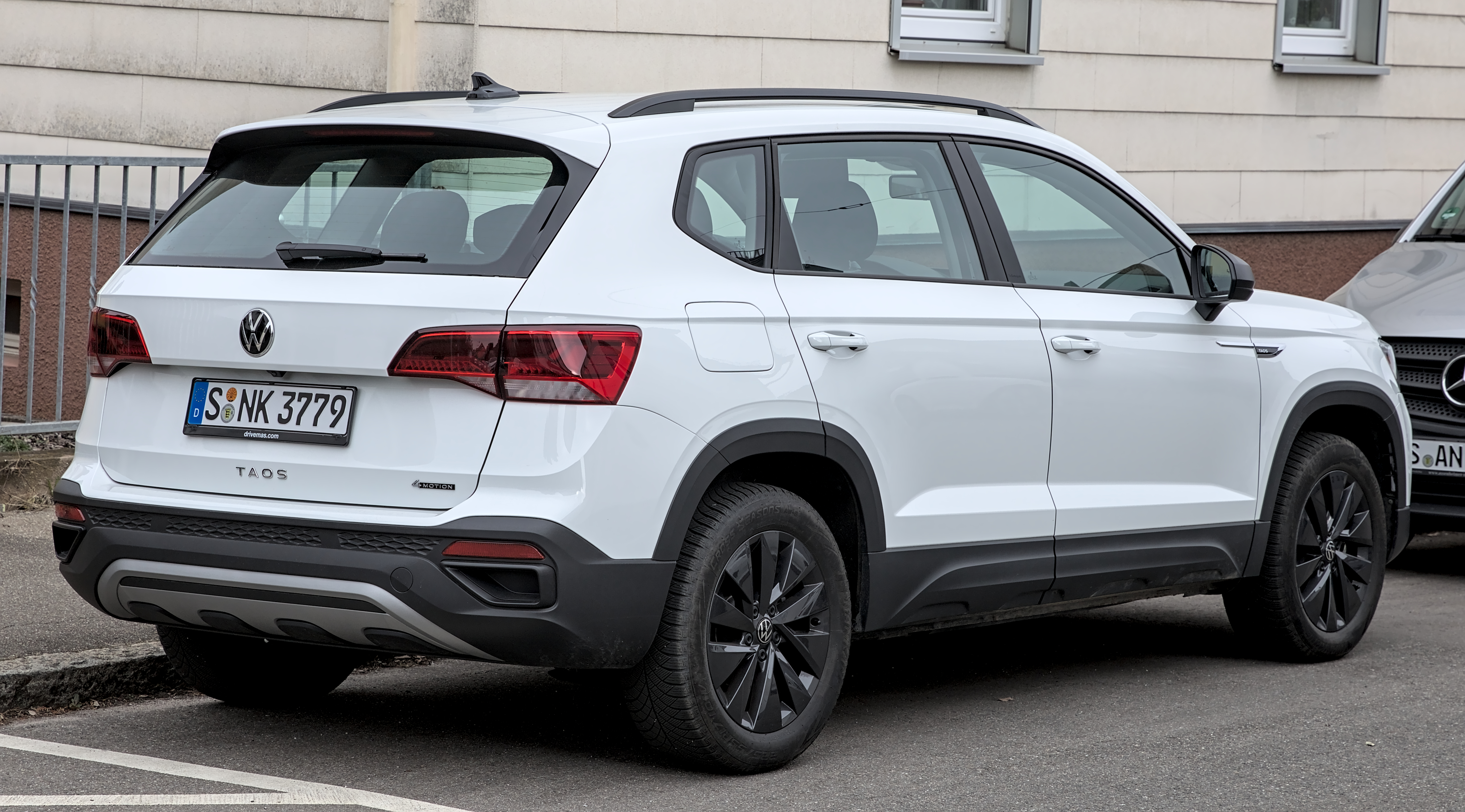
Volkswagen Taos (2021-2024)

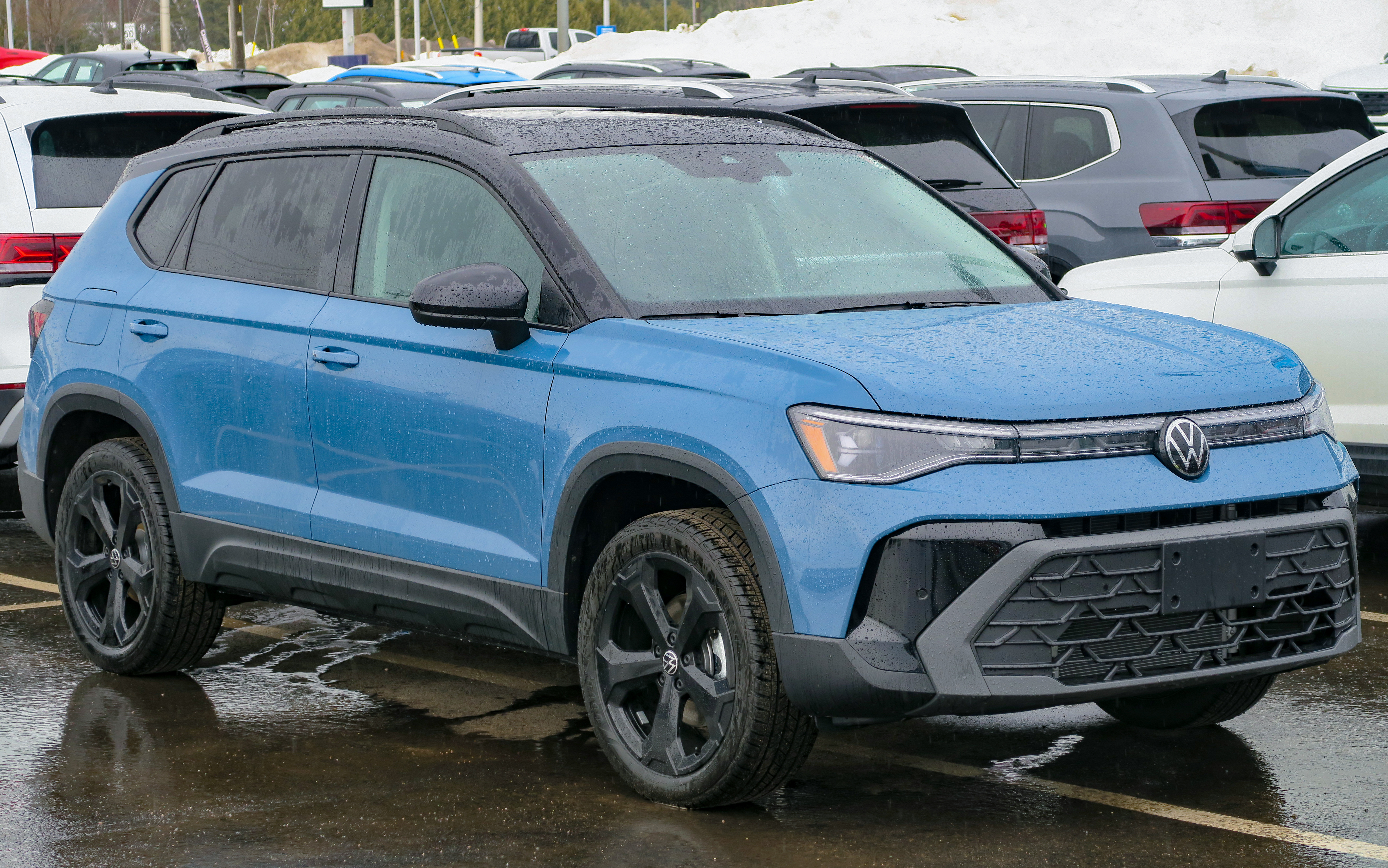
Volkswagen Taos (з 2024)

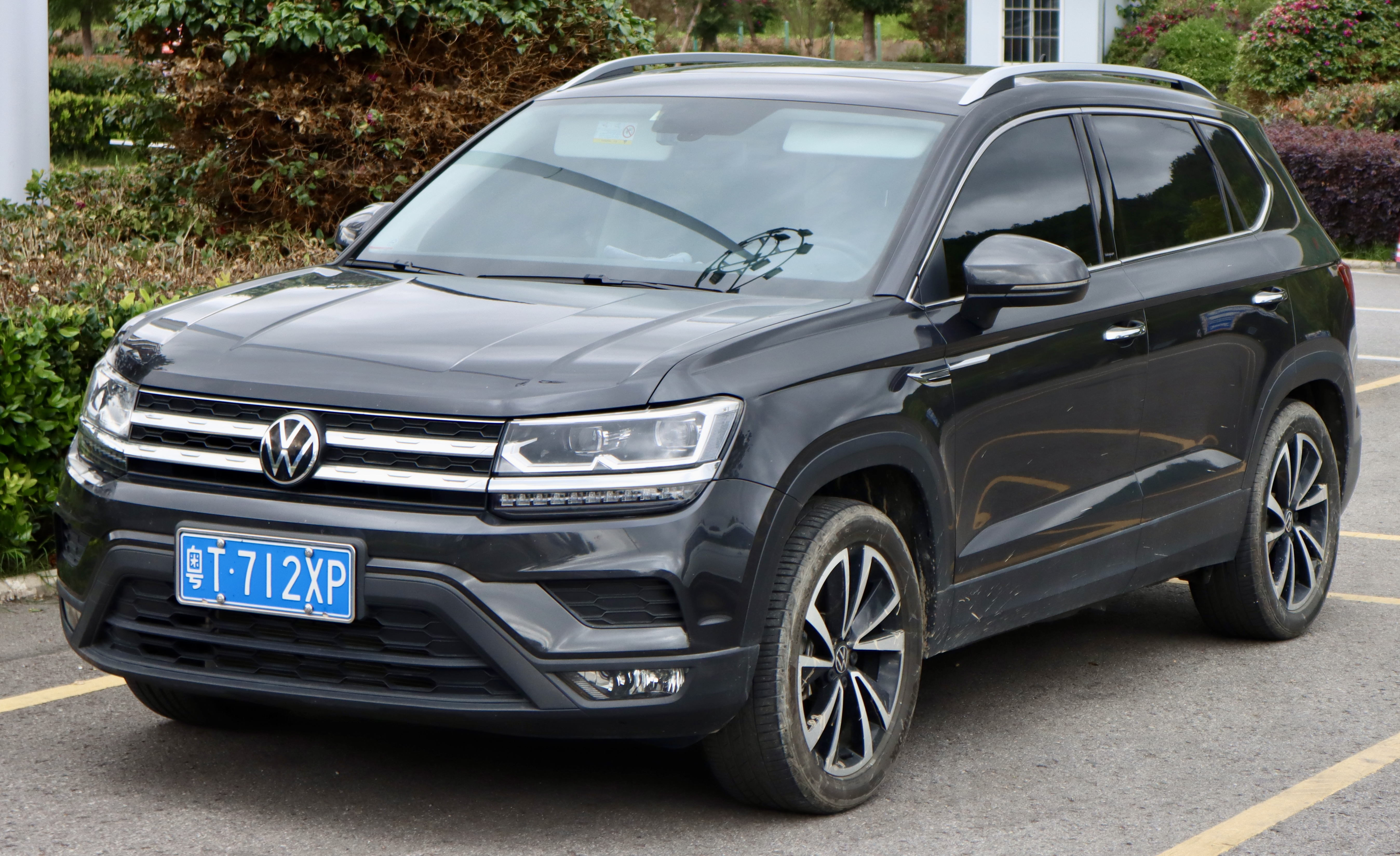
Volkswagen Tharu (2018-2023)

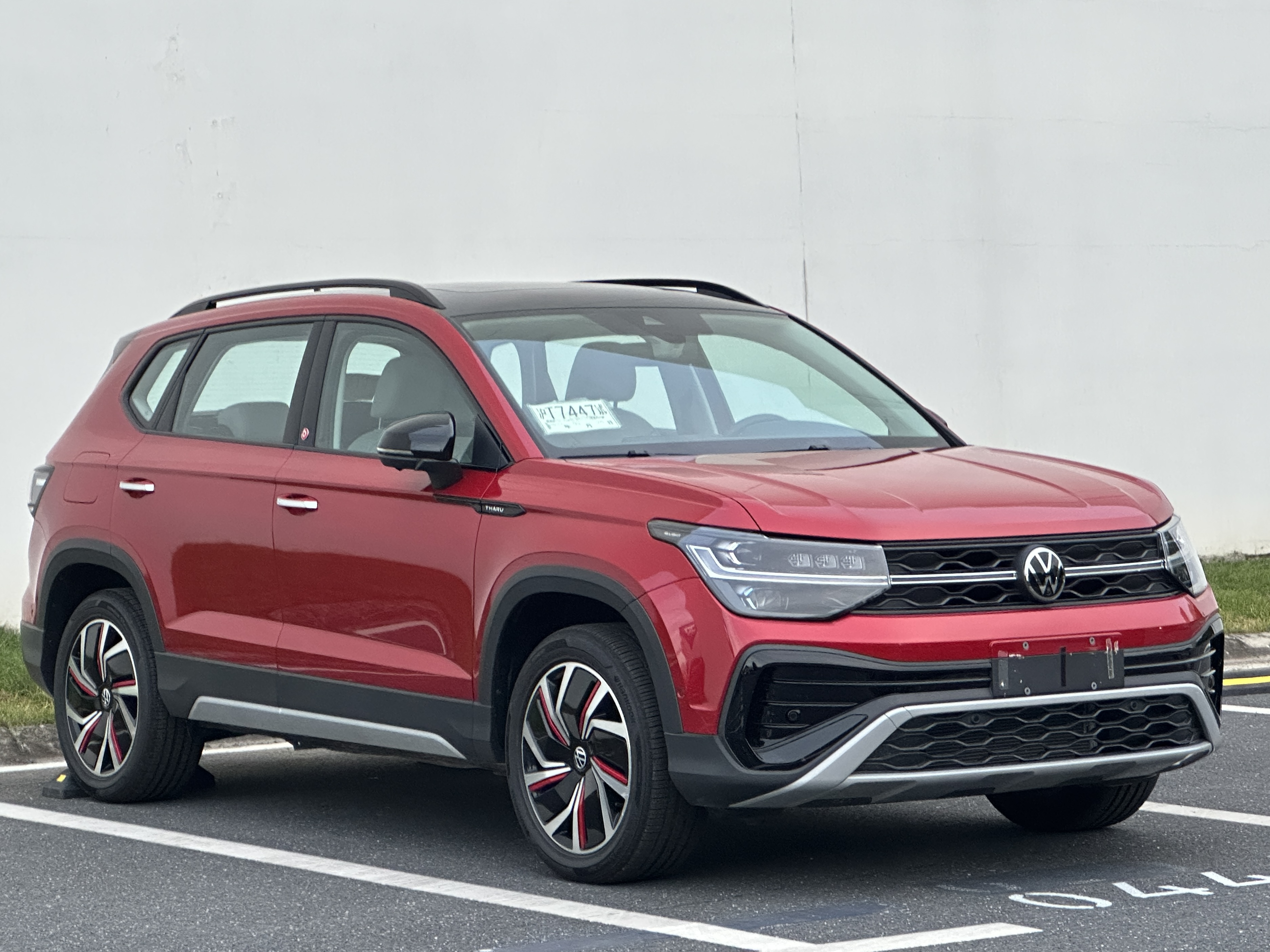
Volkswagen Tharu (з 2023)

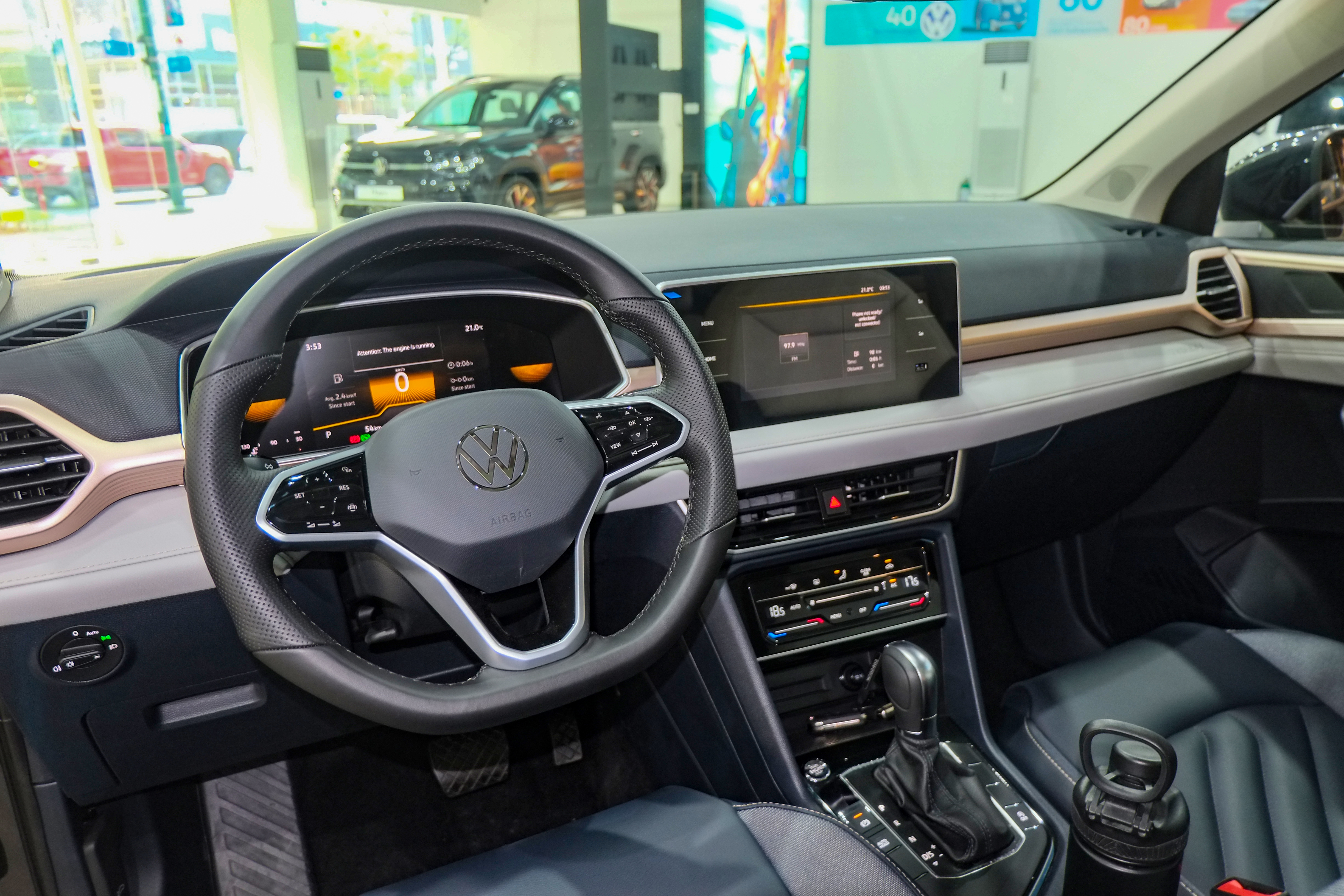

Taos/Tharu базується на платформі Volkswagen Group MQB A1, разом з SEAT Ateca, Škoda Karoq та Jetta VS5 (крім спільної платформи вказані автомобілі мають деякі однакові елементи кузова). Раніше відома як "Проект Тарек", назва "Таос", що продається в Америці, названа на честь маленького містечка в штаті Нью-Мексико.
Volkswagen Taos поставляється з цифровою панеллю приладів та мультимедійною системою Volkswagen MIB, а такою стандартними Apple CarPlay та Android Auto. 
Передньопривідний автомобіль пропонує 790 л простору в багажнику за задніми сидіннями, повнопривідний - 705 л.
У 2024 році Volkswagen зробив технологію активної безпеки IQ.DRIVE стандартною для всіх комплектацій Taos.

## Двигуни
- 1,6 л MPI VW EA827 I4 110 к.с.
- 1,2 л TSI VW EA211 І4 116 к.с.
- 1,4 л TSI VW EA211 І4 150 к.с. 250 Нм (Латинська Америка, Китай)
- 1,5 л TSI VW EA211 І4 160 к.с. 249 Нм (США)
- 2,0 л TSI VW EA888 І4 186 к.с. (Китай)
- електродвигун 136 к.с. (e-Tharu, Китай)

## Продажі
| рік  | Китай   | США    | Мексика | Бразилія |
| ---- | ------- | ------ | ------- | -------- |
| 2018 | 24,873  |        |         |          |
| 2019 | 138,235 |        |         |          |
| 2020 | 146,926 |        |         |          |
| 2021 | 125,717 | 31,682 | 9,567   | 7,732    |